# Lonza Group

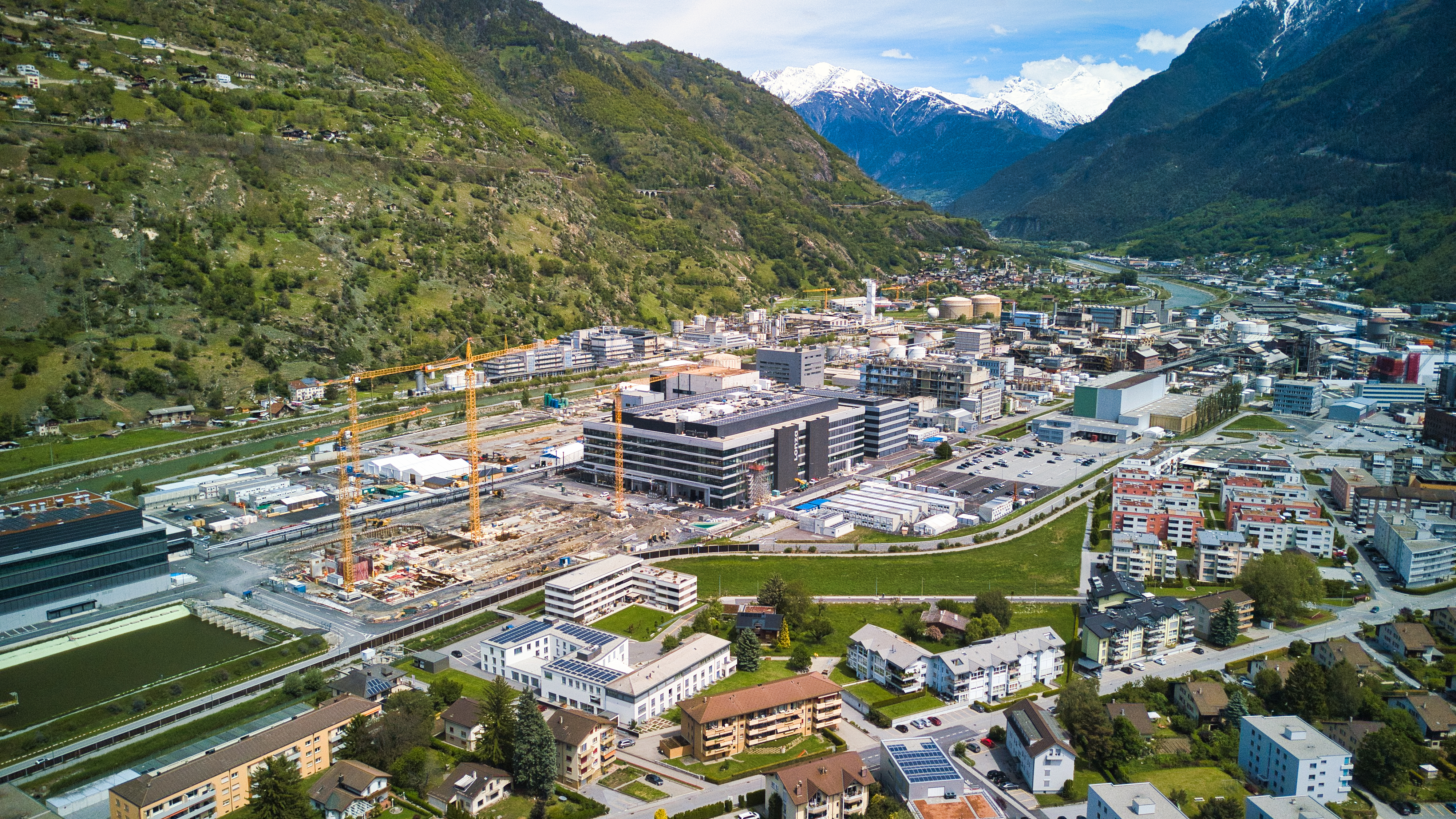
De bedrijfssite van Lonza met bouwwerf in Visp

Lonza Group AG is een Zwitsers multinationaal farmaceutisch, biotechnologisch en voedingsproductiebedrijf met hoofdkantoor in Bazel en belangrijke productielocaties in Europa, Noord-Amerika en Zuid-Azië. Onder de naam Lonza werd het bedrijf in 1897 in Zwitserland opgericht. Het bedrijf levert productontwikkelingsdiensten aan de farmaceutische en biologische industrie, waaronder aangepaste productie van biofarmaceutica en detectiesystemen, evenals diensten aan de life sciences-sector.
In 1897 werd in Gampel in het kanton Wallis de Lonza-elektriciteitsfabriek opgericht, genoemd naar de Lonza, de naam van de rivier die uit het Lötschental stroomt en bij Gampel mondt in de Rhône. De opgewekte elektriciteit werd aanvankelijk gebruikt voor de productie van calciumcarbide en acetyleen. In 1909 verhuisde het bedrijf naar Visp, waar het aanvankelijk kunstmest produceerde. In 1920 stapte het bedrijf in de keteen- en diketeen-business, een gebied waarin de Lonza Group vandaag de dag nog steeds actief is. In 1950 stapte het bedrijf in de handel met niacine (vitamine B3). In Visp werd in 1965 een eigen kraakinstallatie voor nafta in gebruik genomen – een van de kleinste krakers ter wereld met 30.000 ton acetyleen per jaar. In 1969 breidde het bedrijf uit naar de Amerikaanse markt.
De Lonza Group is qua omzet de grootste farmaceutische fabrikant in Zwitserland. De activiteiten van Lonza omvatten ook de productie- en procesondersteuning van actieve farmaceutische ingrediënten en de activiteiten op het gebied van microbiële controle. De activiteiten omvatten ook waterbehandeling, persoonlijke verzorging, gezondheid en hygiëne, industriële conservering, materiaalbescherming en houtbehandeling, evenals celonderzoek, endotoxinedetectiesystemen en de vervaardiging van producten voor celtherapie.
In 2023 genereerde het bedrijf een omzet van 6,72 miljard Zwitserse frank en een EBIT van 1,1 miljard Zwitserse frank in zijn kernactiviteiten. De Groep had eind 2022 17.494 mensen in dienst, daarvan werken 2.800 personen in de oudste en grootste R&D- en productielocatie van de groep, in Visp.
De Lonza Group is sinds 1999 beursgenoteerd aan de Swiss Exchange SIX, en is als referentieaandeel opgenomen in de Swiss Market Index (SMI) met een aandeel van 3,17% wat de groep de op zeven na zwaarwegende component in de index maakt enkel voorafgegaan door Nestlé, Novartis, Roche, Richemont, ABB, Zurich en UBS.
Het bedrijf is actief in België met vestigingen in Bornem en Verviers en in Nederland met vestigingen in Geleen en Oss.
- Gemeinsame Normdatei: 2018240-5
- Historisch woordenboek van Zwitserland: 041941
- International Standard Name Identifier: 0000 0004 0509 0092
- Library of Congress Control Number: n85824202
- Virtual International Authority File: 158354626